# Vexatorella amoena
Vexatorella amoena (лат.) — вид растений рода Vexatorella семейства Протейные. Вечнозеленый, прямой кустарник высотой до 1,0 м. Листья — кожистые длиной 1,5—3,0 см и шириной 5—11 мм на хорошо-выраженном стебле. Цветочные головки — шаровидные, около 2 см в поперечнике с бледно-розовыми цветами с утолщенными кончиками. Цветёт от сентября до ноября. Эндемичный вид, ареал которого ограничен Западно-Капской провинции Южной Африки.

## Отличия от сходных видов

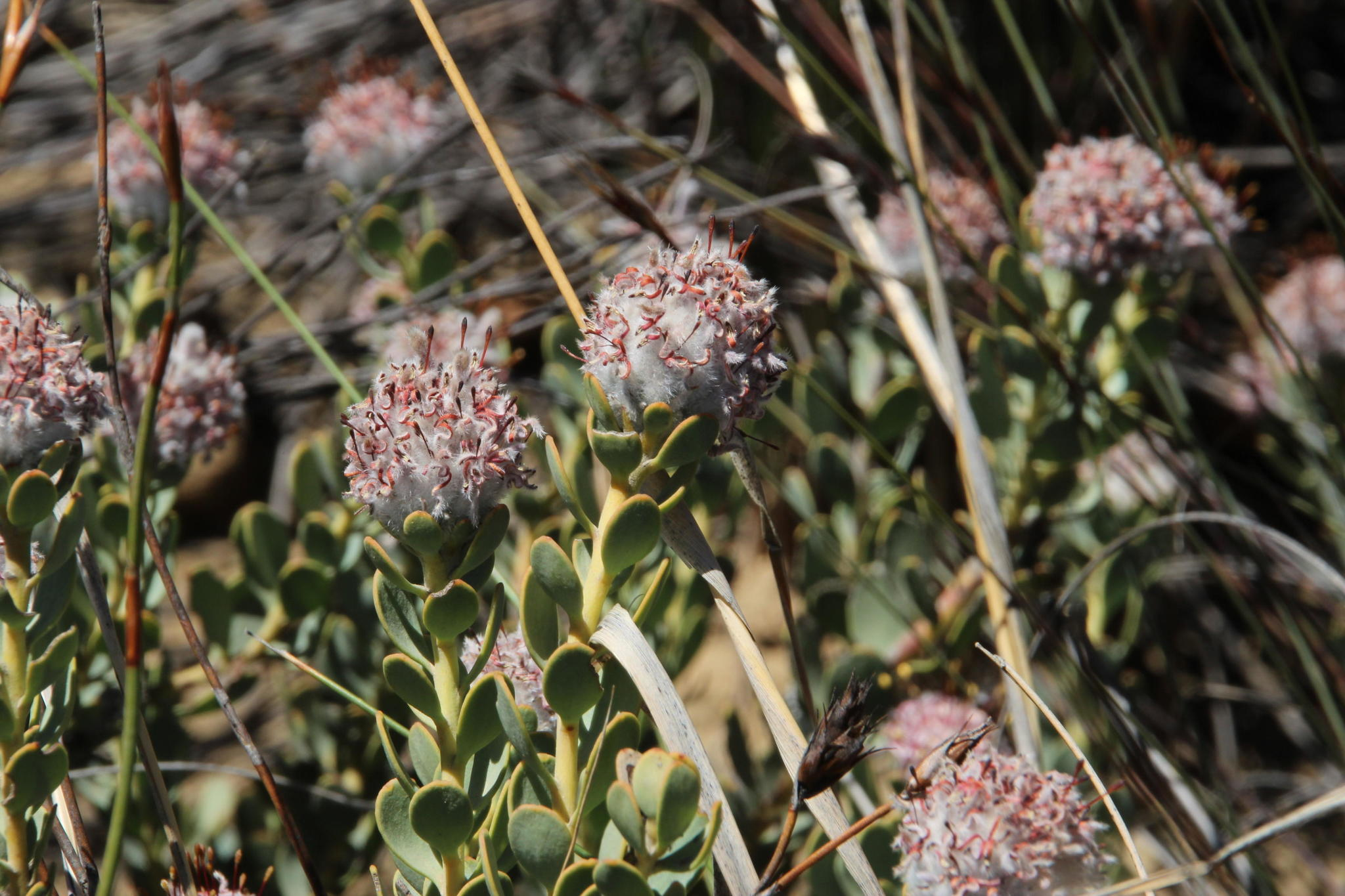
Цветущий V. amoena в период начала созревания плодов.

V. amoena — кустарник высотой 1 м с висячими нижними ветвями, каждая из которых состоит из цветочных головок с тремя или четырьмя завитками очень волосистых околоцветников, которые образуют заметные изогнутые, более короткие овально-эллиптические листья длиной 15—30 мм, которые растут на южном конце гор Куебоккевелд и соседнем хребте Свартрюггенс. В то время, как V. alpina представляет собой вертикальный кустарник высотой до 1,5 м с группами от двух до шести цветочных головок на кончиках ветвей, каждая из которых состоит из одного ряда прицветников, образующих малозаметную инволюцию, и с длинными листьями от овальной до эллиптической формы 30—45 мм длиной, 5—13 мм шириной. Кроме этого, V. alpina — эндемик гор Камисберга. Другой похожий вид V. latebrosa имеет одиночные цветочные головки, каждая из которых содержит 40—50 цветков, линейные или ложкообразные листья, и является эндемиком Лангеберга близ Робертсона. V. obtusata имеет линейные или ложкообразные листья длиной 9—45 мм. Его подвид obtusata — это кустарник, который можно найти только в районах Монтегю и Вустер, в то время как подвид albomontana — это прямостоящий куст с перевала Пердеклооф. У Leucospermum secundifolium также есть брактеолы, которые становятся деревянистыми, но его листья — прямые, а цветочные головки — не на кончиках ветвей, растёт на южных склонах гор Кляйн-Свартберг.

## Ареал, местообитание и экология
V. amoena встречается на юге гор Куебоккевелд и Свартрюггенс в Западно-Капской провинции. Произрастает исключительно на выветрившихся песчаниках Столовой горы. Растёт в немного более влажных условиях, чем Vexatorella alpina из Камисберга. Среднегодовое количество осадков 250–500 мм. Предпочитает сухие, горячие, каменистые северные склоны, в т. н. аридном финбоше, покрытом низкой растительностью, состоящую в основном из нескольких видов Restionaceae, Erica и других Proteaceae.
Опыляется насекомыми. Плоды созревают примерно через два месяца после цветения и падают на землю. Здесь их собирают местные муравьи, которые несут их в свое гнездо. Затем они сохраняются под землей, прорастают после летних пожаров и последующих дождей.

## История изучения
В 1970 году Джон Патрик Рурк отличил образец, найденный в горах Свартруггенс, от образцов с гор Камисберга как подвид и назвал Leucospermum alpinum subsp. amoenum. Однако в 1984 году Рурк перенёс большинство таксонов в секции Xericola в созданный род Vexatorella, поднял образец до ранга видов, назвав вид Vexatorella amoena.